# فيكتور زاباتا
فيكتور زاباتا (بالإسبانية: Víctor Zapata)‏ هو لاعب كرة قدم أرجنتيني، ولد في 20 يناير 1979 في سان مارتن في الأرجنتين. شارك مع منتخب الأرجنتين لكرة القدم. أما مع النوادي، فقد لعب مع أرجنتينوس جونيورز وإنديبندينتي وتشاكاريتا جيونيورز وريال بلد الوليد وريفر بليت وفيليز سارسفيلد ويونيون دي سانتا في.

## وصلات خارجية
- فيكتور زاباتا على موقع قاعدة بيانات كرة القدم.إي يو (الإنجليزية)
- فيكتور زاباتا على موقع ناشيونال فوتبول تيمز (الإنجليزية)
- فيكتور زاباتا على موقع Soccerway.com (الإنجليزية)